# والتر جون وليامز
والتر جون وليامز (بالإنجليزية: Walter Jon Williams)‏‏ (1953 في دولوث - ) كاتب، وروائي، وكاتب خيال علمي، ومصمم لعب تقمص أدوار من الولايات المتحدة.

## روابط خارجية
- والتر جون وليامز على موقع ميوزك برينز (الإنجليزية)
- والتر جون وليامز على موقع إن إن دي بي (الإنجليزية)